# Sondre Norheim
Sondre Ouversen Norheim (ur. 10 czerwca 1825, zm. 9 marca 1897) – norweski skoczek narciarski, uznawany za ojca narciarstwa klasycznego. Urodził się w wiosce Morgedal w okolicach Telemarku. W 1860 ustanowił pierwszy rekord odległości – 30,5 metra. Przetrwał on 33 lata. Był on również twórcą nowego stylu w skokach narciarskich. Po odbiciu prostował ciało i, choć wciąż machał rękami, zaczął uzyskiwać lepsze odległości. Styl ten został nazwany telemarkowym lub potocznie telemarkiem.
W 1868 na skoczni Telemarksbakken oddał skok na odległość 19,5 m i został pierwszym rekordzistą tego obiektu. Następcą został Olaf Haugann.